# José Antonio Rodríguez López
José Antonio Rodríguez López (Megeces, 12 febbraio 1938) è un ex calciatore spagnolo, di ruolo difensore.

## Carriera
Con l'Atlético Madrid ha vinto una Coppa di Spagna (1960-61) e una Coppa delle Coppe (1961-62).